# SM UB-23
SM UB-23 – niemiecki jednokadłubowy okręt podwodny typu UB II zbudowany w stoczni Blohm & Voss w Hamburgu w roku 1915. Zwodowany 26 września 1915 roku, wszedł do służby w Kaiserliche Marine 1 marca 1916 roku. W czasie swojej służby, SM UB-23 odbył 21 patroli, w czasie których zatopił 51 statków o łącznej pojemności 338 805 BRT. Służbę rozpoczął w Flotylli Flandria 19 maja 1916 roku.

## Budowa
Okręt SM UB-23 należał do typu UB-II, który był następcą typu UB I. Był średnim jednokadłubowym okrętem przeznaczonymi do działań przybrzeżnych, o prostej konstrukcji, długości 36,13 metrów, wyporności w zanurzeniu 263 BRT, zasięgu  6450 Mm przy prędkości 5 węzłów na powierzchni oraz 45 Mm przy prędkości 4 węzły w zanurzeniu. W typie II poprawiono i zmodernizowano wiele rozwiązań, które były uważane za wadliwe w typie I. Zwiększono moc silników, pojedynczy wał zastąpiono dwoma.

## Służba
Pierwszym dowódcą okrętu został 13 marca 1916 roku mianowany Ernst Voigt.
19 maja 1916 roku okręt został przydzielony do Flotylli Flandria. Pierwsze zwycięstwo jednostka odniosła 4 lipca 1916 roku podczas patrolu po Morzu Północnym, UB-23 zatopił brytyjską łódź rybacką "Queen Bee" o pojemności 34 BRT. W czasie tego patrolu zatopił kolejne statki: 5 lipca dwa brytyjskie kutry „Annie Anderson” oraz „Peep O'Day”. 6 lipca kolejnych pięć podobnych jednostek. Pomiędzy 24 a 28 lipca U-23 w czasie kolejnego patrolu u wybrzeży Wielkiej Brytanii UB-23 zatopił 13 statków: trzy norweskie oraz dziesięć brytyjskich. Były to głównie niewielkie łodzie rybackie zatrzymane i zatopione ogniem z broni pokładowej lub poprzez podłożenie ładunków wybuchowych.
W czasie kolejnego patrolu po kanale La Manche U-23 zatopił 10 statków francuskich, brytyjskich, hiszpańskich i włoskich. Największym z nich był włoski parowiec "Gemma" o pojemności 3111 BRT. Płynący pod balastem z Civitavecchia do Barry, zbudowany w 1896 roku statek został zatopiony 43 mile na południowy zachód od Wolf Rock.
10 listopada 1916 roku Voigt został zastąpiony przez Oberleutnant zur See Heinza Ziemera, który dowodził okrętem do 5 lutego 1917 roku. Pod jego dowództwem UB-23 zatopił dwa statki. 7 stycznia 1917 roku niewielki brytyjski żaglowiec "Brenda" o pojemności 249 BRT. A w czasie kolejnego patrolu u wybrzeży Francji, francuski parowiec "Gabrielle" o pojemności 1410 BRT.
6 lutego 1917 roku Ziemera na dwa tygodnie zastąpił Herbert Lefholz. Następnie na miesiąc do 19 marca 1917 roku dowództwo objął doświadczony Kapitänleutnant Matthias Graf von Schmettow. 20 marca 1917 roku ostatnim dowódcą UB-23 został mianowany Hans Ewald Niemer. 31 marca w czasie pierwszego patrolu Hans Ewald Niemer zatopił dwa statki: holenderski tankowiec "Hestia" o pojemności 959 BRT. Tankowiec płynął pod balastem z Rotterdamu do Londynu. W czasie ataku torpedowego zginęło 13 członków załogi. Tego samego dnia zatopił także norweski parowiec "Lisbeth" o pojemności 1621 BRT. 4 kwietnia 1917 roku u wybrzeży Holandii UB-23 zatopił belgijski parowiec "Trevier" o pojemności 3006 BRT, płynący z Nowego Jorku do Rotterdamu z ładunkiem zboża. Pod dowództwem Niemera UB-23 zatopił łącznie 11 statków. Ostatni 30 czerwca 1917 roku. U południowych wybrzeży Kornwalii UB-23 storpedował brytyjski parowiec zbudowany w 1915 roku, "Ilston" o pojemności 2426 BRT. Płynący z Swansea do Francji z ładunkiem elementów do trakcji kolejowej, zatonął 4 mile na południowy wschód od Lizard, w wyniku ataku zginęło 6 członków załogi.
26 lipca 1917 roku UB-23 został poważnie uszkodzony w czasie ataku bombami głębinowymi przez brytyjską łódź patrolową HMS PC-60. Trzy dni później UB-23 został internowany w A Coruña.